# Джорджиньо Вейналдум
Джорджи́ньо Вейна́лдум (нід. Georginio Wijnaldum, нар. 11 листопада 1990, Роттердам, Нідерланди) — нідерландський футболіст, півзахисник національної збірної Нідерландів та саудівського клубу «Аль-Іттіфак».

## Клубна кар'єра
Вихованець юнацьких команд футбольних клубів «Спарта» та «Феєнорд».
У дорослому футболі дебютував 2007 року виступами за команду клубу «Феєнорд», в якій провів чотири сезони, взявши участь у 134 матчах чемпіонату. Більшість часу, проведеного у складі «Феєнорда», був основним гравцем команди. За цей час виборов титул володаря Кубка Нідерландів.
До складу «ПСВ» приєднався 2011 року. Відіграв за команду з Ейндговена 109 матчів в національному чемпіонаті, забивши в них 40 голів.
11 липня 2015 року перейшов в «Ньюкасл Юнайтед». Підписав контракт до 2020 року. Зіграв за клуб в Прем'єр-лізі 38 матчів, забив 11 голів. «Ньюкасл Юнайтед» в тому сезоні посів 18 місце, набравши 37 очок.
22 липня 2016 року Джорджиніо перейшов у «Ліверпуль» за 25 мільйонів фунтів. Підписав контракт на 5 років.
7 травня 2019 року, Орігі і Вейналдум вивели «Ліверпуль» у фінал Ліги чемпіонів, зробивши по дублю в матчі проти «Барселони» (4:0).
10 червня 2021 року Джорджиньо Вейналдум на правах вільного агента перейшов до «Парі Сен-Жермен», підписавши з французьким клубом 3-річний контракт. По ходу сезону 2021/22 був серед гравців основного складу нової команди.
5 серпня 2022 року був орендований італійською «Ромою», у складі якого в сезоні 2022/23 провів 14 ігор Серії A.
3 вересня 2023 року за 10 мільйонів євро перейшов до саудівського «Аль-Іттіфака».

## Виступи за збірні
2006 року дебютував у складі юнацької збірної Нідерландів, взяв участь у 15 іграх на юнацькому рівні, відзначившись 10 забитими голами.
Протягом 2007–2011 років залучався до складу молодіжної збірної Нідерландів. На молодіжному рівні зіграв у 24 офіційних матчах, забив 10 голів.
2011 року дебютував в офіційних матчах у складі національної збірної Нідерландів. У її складі брав участь у чемпіонаті світу 2014 року тв Євро-2020.
| Дата       | Місто               | Господарі            | Результат               | Гості                | Турнір                                         | Голи | Примітки   |
| ---------- | ------------------- | -------------------- | ----------------------- | -------------------- | ---------------------------------------------- | ---- | ---------- |
| 02/09/2011 | Ейндговен           | Нідерланди           | 11 – 0                  | Сан-Марино           | Відбір до ЧЄ 2012                              | 1    | 86'        |
| 15/11/2011 | Гамбург             | Німеччина            | 3 – 0                   | Нідерланди           | товариський матч                               | -    |            |
| 14-8-2013  | Фару                | Португалія           | 1 – 1                   | Нідерланди           | товариський матч                               | -    |            |
| 17-5-2014  | Амстердам           | Нідерланди           | 1 – 1                   | Еквадор              | товариський матч                               | -    |            |
| 4-6-2014   | Амстердам           | Нідерланди           | 2 – 0                   | Уельс                | товариський матч                               | -    | 46'        |
| 13-6-2014  | Сальвадор           | Іспанія              | 1 – 5                   | Нідерланди           | ЧС 2014 - 1-й етап                             | -    | 62'        |
| 18-6-2014  | Порту-Алегрі        | Австралія            | 2 – 3                   | Нідерланди           | ЧС 2014 - 1-й етап                             | -    | 78'        |
| 23-6-2014  | Сан-Паулу           | Нідерланди           | 2 – 0                   | Чилі                 | ЧС 2014 - 1-й етап                             | -    |            |
| 29-6-2014  | Форталеза           | Нідерланди           | 2 – 1                   | Мексика              | ЧС 2014 - 1/8 фіналу                           | -    |            |
| 5-7-2014   | Салвадор (Бразилія) | Нідерланди           | 0 – 0 д.ч. (4 – 3 п.п.) | Коста-Рика           | ЧС 2014 - чвертьфінал                          | -    |            |
| 9-7-2014   | Сан-Паулу           | Нідерланди           | 0 – 0 д.ч. (2 – 4 п.п.) | Аргентина            | ЧС 2014 - півфінал                             | -    |            |
| 12-7-2014  | Бразиліа            | Бразилія             | 0 – 3                   | Нідерланди           | ЧС 2014 - 3º posto                             | 1    |            |
| 4-9-2014   | Барі                | Італія               | 2 – 0                   | Нідерланди           | товариський матч                               | -    | 86'        |
| 9-9-2014   | Прага               | Чехія                | 2 – 1                   | Нідерланди           | Відбір до ЧЄ 2016                              | -    |            |
| 12-11-2014 | Амстердам           | Нідерланди           | 2 – 3                   | Мексика              | товариський матч                               | -    | 67'        |
| 16-11-2014 | Амстердам           | Нідерланди           | 6 – 0                   | Латвія               | Відбір до ЧЄ 2016                              | -    | 79'        |
| 28-3-2015  | Амстердам           | Нідерланди           | 1 – 1                   | Туреччина            | Відбір до ЧЄ 2016                              | -    | 46'        |
| 31-3-2015  | Амстердам           | Нідерланди           | 2 – 0                   | Іспанія              | товариський матч                               | -    | 62'        |
| 5-6-2015   | Амстердам           | Нідерланди           | 3 – 4                   | США                  | товариський матч                               | -    |            |
| 12-6-2015  | Рига                | Латвія               | 0 – 2                   | Нідерланди           | Відбір до ЧЄ 2016                              | 1    | 63'        |
| 3-9-2015   | Амстердам           | Нідерланди           | 0 – 1                   | Ісландія             | Відбір до ЧЄ 2016                              | -    | 80'        |
| 6-9-2015   | Конья               | Туреччина            | 3 – 0                   | Нідерланди           | Відбір до ЧЄ 2016                              | -    | 46'        |
| 10-10-2015 | Нур-Султан          | Казахстан            | 1 – 2                   | Нідерланди           | Відбір до ЧЄ 2016                              | 1    |            |
| 13-10-2015 | Амстердам           | Нідерланди           | 2 – 3                   | Чехія                | Відбір до ЧЄ 2016                              | -    |            |
| 13-11-2015 | Кардіфф             | Уельс                | 2 – 3                   | Нідерланди           | товариський матч                               | -    | 90+1'      |
| 25-3-2016  | Амстердам           | Нідерланди           | 2 – 3                   | Франція              | товариський матч                               | -    | 75'        |
| 29-3-2016  | Лондон              | Англія               | 1 – 2                   | Нідерланди           | товариський матч                               | -    |            |
| 27-5-2016  | Дублін              | Ірландія             | 1 – 1                   | Нідерланди           | товариський матч                               | -    | 82'        |
| 1-6-2016   | Гданськ             | Польща               | 1 – 2                   | Нідерланди           | товариський матч                               | 1    | 63'        |
| 4-6-2016   | Відень              | Австрія              | 0 – 2                   | Нідерланди           | товариський матч                               | 1    |            |
| 1-9-2016   | Ейндговен           | Нідерланди           | 1 – 2                   | Греція               | товариський матч                               | 1    | 72'        |
| 6-9-2016   | Стокгольм           | Швеція               | 1 – 1                   | Нідерланди           | Відбір до ЧС 2018                              | -    | 66'        |
| 7-10-2016  | Феєнорд             | Нідерланди           | 4 – 1                   | Білорусь             | Відбір до ЧС 2018                              | -    |            |
| 10-10-2016 | Амстердам           | Нідерланди           | 0 – 1                   | Франція              | Відбір до ЧС 2018                              | -    | 62'        |
| 9-11-2016  | Амстердам           | Нідерланди           | 1 – 1                   | Бельгія              | товариський матч                               | -    | 89'        |
| 13-11-2016 | Люксембург          | Люксембург           | 1 – 3                   | Нідерланди           | Відбір до ЧС 2018                              | -    |            |
| 25-3-2017  | Софія (місто)       | Болгарія             | 2 – 0                   | Нідерланди           | Відбір до ЧС 2018                              | -    | 46'        |
| 28-3-2017  | Амстердам           | Нідерланди           | 1 – 2                   | Італія               | товариський матч                               | -    | 77'        |
| 4-6-2017   | Роттердам           | Нідерланди           | 5 – 0                   | Кот-д'Івуар          | товариський матч                               | -    | 63'        |
| 9-6-2017   | Роттердам           | Нідерланди           | 5 – 0                   | Люксембург           | Відбір до ЧС 2018                              | 1    |            |
| 31-8-2017  | Сен-Дені            | Франція              | 4 – 0                   | Нідерланди           | Відбір до ЧС 2018                              | -    |            |
| 3-9-2017   | Амстердам           | Нідерланди           | 3 – 1                   | Болгарія             | Відбір до ЧС 2018                              | -    |            |
| 7-10-2017  | Борисов             | Білорусь             | 1 – 3                   | Нідерланди           | Відбір до ЧС 2018                              | -    | 60'        |
| 10-10-2017 | Амстердам           | Нідерланди           | 2 – 0                   | Швеція               | Відбір до ЧС 2018                              | -    | 71'        |
| 9-11-2017  | Абердин             | Шотландія            | 0 – 1                   | Нідерланди           | товариський матч                               | -    |            |
| 23-3-2018  | Амстердам           | Нідерланди           | 0 – 1                   | Англія               | товариський матч                               | -    |            |
| 26-3-2018  | Женева              | Португалія           | 0 – 3                   | Нідерланди           | товариський матч                               | -    | 68'        |
| 4-6-2018   | Турин               | Італія               | 1 – 1                   | Нідерланди           | товариський матч                               | -    |            |
| 6-9-2018   | Амстердам           | Нідерланди           | 2 – 1                   | Перу                 | товариський матч                               | -    |            |
| 9-9-2018   | Сен-Дені            | Франція              | 2 – 1                   | Нідерланди           | Ліга націй УЄФА 2018-2019 - 1-й етап           | -    | 76'        |
| 13-10-2018 | Амстердам           | Нідерланди           | 3 – 0                   | Німеччина            | Ліга націй УЄФА 2018-2019 - 1-й етап           | 1    |            |
| 16-11-2018 | Роттердам           | Нідерланди           | 2 – 0                   | Франція              | Ліга націй УЄФА 2018-2019 - 1-й етап           | 1    | 17' 89'    |
| 19-11-2018 | Гельзенкірхен       | Німеччина            | 2 – 2                   | Нідерланди           | Ліга націй УЄФА 2018-2019 - 1-й етап           | -    | 38' 60'    |
| 21-3-2019  | Роттердам           | Нідерланди           | 4 – 0                   | Білорусь             | Відбір до ЧЄ 2020                              | 1    |            |
| 24-3-2019  | Амстердам           | Нідерланди           | 2 – 3                   | Німеччина            | Відбір до ЧЄ 2020                              | -    |            |
| 6-6-2019   | Гімарайнш           | Нідерланди           | 3 – 1 д.ч.              | Англія               | Ліга націй УЄФА 2018-2019 - півфінал           | -    |            |
| 9-6-2019   | Порту               | Португалія           | 1 – 0                   | Нідерланди           | Ліга націй УЄФА 2018-2019 - Фінал              | -    | 2-ге місце |
| 6-9-2019   | Гамбург             | Німеччина            | 2 – 4                   | Нідерланди           | Відбір до ЧЄ 2020                              | 1    |            |
| 9-9-2019   | Таллінн             | Естонія              | 0 – 4                   | Нідерланди           | Відбір до ЧЄ 2020                              | 1    |            |
| 10-10-2019 | Роттердам           | Нідерланди           | 3 – 1                   | Північна Ірландія    | Відбір до ЧЄ 2020                              | -    |            |
| 13-10-2019 | Мінськ              | Білорусь             | 1 – 2                   | Нідерланди           | Відбір до ЧЄ 2020                              | 2    |            |
| 19-11-2019 | Амстердам           | Нідерланди           | 5 – 0                   | Естонія              | Відбір до ЧЄ 2020                              | 3    | кап.       |
| 4-9-2020   | Амстердам           | Нідерланди           | 1 – 0                   | Польща               | Ліга націй УЄФА 2020-2021 - 1-й етап           | -    |            |
| 7-9-2020   | Амстердам           | Нідерланди           | 0 – 1                   | Італія               | Ліга націй УЄФА 2020-2021 - 1-й етап           | -    | 84'        |
| 7-10-2020  | Амстердам           | Нідерланди           | 0 – 1                   | Мексика              | товариський матч                               | -    | 63'        |
| 11-10-2020 | Зениця              | Боснія і Герцеговина | 0 – 0                   | Нідерланди           | Ліга націй УЄФА 2020-2021 - 1-й етап           | -    |            |
| 14-10-2020 | Бергамо             | Італія               | 1 – 1                   | Нідерланди           | Ліга націй УЄФА 2020-2021 - 1-й етап           | -    |            |
| 11-11-2020 | Амстердам           | Нідерланди           | 1 – 1                   | Іспанія              | товариський матч                               | -    | кап. 46'   |
| 15-11-2020 | Амстердам           | Нідерланди           | 3 – 1                   | Боснія і Герцеговина | Ліга націй УЄФА 2020-2021 - 1-й етап           | 2    | кап. 64'   |
| 18-11-2020 | Хожув               | Польща               | 1 – 2                   | Нідерланди           | Ліга націй УЄФА 2020-2021 - 1-й етап           | 1    | кап.       |
| 24-3-2021  | Стамбул             | Туреччина            | 4 – 2                   | Нідерланди           | Відбір до ЧС 2022                              | -    | кап. 50'   |
| 27-3-2021  | Амстердам           | Нідерланди           | 2 – 0                   | Латвія               | Відбір до ЧС 2022                              | -    | кап. 79'   |
| 30-3-2021  | Гібралтар           | Гібралтар            | 0 – 7                   | Нідерланди           | Відбір до ЧС 2022                              | 1    | кап.       |
| 2-6-2021   | Фару                | Нідерланди           | 2 – 2                   | Шотландія            | товариський матч                               | -    | кап. 31'   |
| 6-6-2021   | Енсхеде             | Нідерланди           | 3 – 0                   | Грузія               | товариський матч                               | -    | кап. 46'   |
| 13-6-2021  | Амстердам           | Нідерланди           | 3 – 2                   | Україна              | ЧЄ 2020 - 1-й етап                             | 1    | кап.       |
| 17-6-2021  | Амстердам           | Нідерланди           | 2 – 0                   | Австрія              | ЧЄ 2020 - 1-й етап                             | -    | кап.       |
| 21-6-2021  | Амстердам           | Північна Македонія   | 0 – 3                   | Нідерланди           | ЧЄ 2020 - 1-й етап                             | 2    | кап.       |
| 27-6-2021  | Будапешт            | Нідерланди           | 0 – 2                   | Чехія                | ЧЄ 2020 - 1/8 фіналу                           | -    | кап.       |
| 1-9-2021   | Осло                | Норвегія             | 1 – 1                   | Нідерланди           | Відбір до ЧС 2022                              | -    |            |
| 4-9-2021   | Ейндговен           | Нідерланди           | 4 – 0                   | Чорногорія           | Відбір до ЧС 2022                              | 1    | кап. 73'   |
| 7-9-2021   | Амстердам           | Нідерланди           | 6 – 1                   | Туреччина            | Відбір до ЧС 2022                              | -    | 31' 61'    |
| 11-10-2021 | Роттердам           | Нідерланди           | 6 – 0                   | Гібралтар            | Відбір до ЧС 2022                              | -    |            |
| 13-11-2021 | Подгориця           | Чорногорія           | 2 – 2                   | Нідерланди           | Відбір до ЧС 2022                              | -    | 66'        |
| 16-11-2021 | Роттердам           | Нідерланди           | 2 – 0                   | Норвегія             | Відбір до ЧС 2022                              | -    |            |
| 29-3-2022  | Амстердам           | Нідерланди           | 1 – 1                   | Німеччина            | товариський матч                               | -    | 46'        |
| 24-3-2023  | Сен-Дені            | Франція              | 4 – 0                   | Нідерланди           | Відбір до ЧЄ 2024                              | -    |            |
| 27-3-2023  | Роттердам           | Нідерланди           | 3 – 0                   | Гібралтар            | Відбір до ЧЄ 2024                              | -    | 46'        |
| 14-6-2023  | Роттердам           | Нідерланди           | 2 – 4 д.ч.              | Хорватія             | Ліга націй УЄФА 2022-2023 - півфінал           | -    | 75'        |
| 18-6-2023  | Енсхеде             | Нідерланди           | 2 – 3                   | Італія               | Ліга націй УЄФА 2022-2023 - матч за 3-тє місце | 1    | 46'        |
| Усього     |                     | Матчів               | 90                      |                      | Голів                                          | 27   |            |

## Досягнення
- «Феєнорд»

Володар Кубка Нідерландів (1): 2007–08
- ПСВ

Чемпіон Нідерландів (1): 2014–15
Володар Кубка Нідерландів (1): 2011–12
Володар Суперкубка Нідерландів (1): 2012
- «Ліверпуль»

Переможець Ліги чемпіонів (1): 2018–19
Володар Суперкубка УЄФА (1): 2019
Чемпіон світу серед клубів (1): 2019
Чемпіон Англії (1): 2019–20
- «Парі Сен-Жермен»

Чемпіон Франції (1): 2021–22
Володар Суперкубка Франції (1): 2022
- Нідерланди

Бронзовий призер чемпіонату світу: 2014
- Найкращий гравець року в Нідерландах (1):  2014–15